# Chahelim
Chahelim, jedna od lokalnih bandi Atfalati ili Tualatin Indijanaca, porodica Kalapooian, koji su početkom 1800.-tih godina živjeli u blizini planina Chehalem Mountains, koje su po njima dobile ime. Swanton ih locira u dolini Chehelima, oko pet milja južno od nekadašnjeg jezera Wapato Lake. 